# Cape Coral
Cape Coral is een stad (city) in de Amerikaanse staat Florida en telt ruim 150.000 inwoners (stand 2010). De stad bevindt zich aan de monding van de Caloosahatchee, recht tegenover Fort Myers.

## Geschiedenis
Cape Coral is een relatief nieuwe stad, die werd gesticht in 1957. In dat jaar kochten de broers Jack en Leonard Rosen een stuk land dat ze wilden ontwikkelen tot stad. Ze kregen het voor elkaar dit land aan particulieren te slijten om er woningen op te bouwen, in een van de beruchtste gevallen van landzwendel in de geschiedenis van Florida. De stad had aanvankelijk geen waterleiding en riolering, geen winkels en kantoren, en de aanleg van de kanalen bracht veel schade toe aan het ecosysteem.

## Demografie
Van de bevolking is 17,0% ouder dan 65 jaar en vormt 26,7% een eenpersoonshuishouden (cijfers volkstelling 2010). De werkloosheid bedraagt 5,5% (American Community Survey 2016).
88,2% van de bevolking geeft aan blank te zijn, 4,3% van Afrikaanse oorsprong en 1,5% van Aziatische oorsprong. Ongeveer 19,5% van de bevolking van Cape Coral bestaat uit hispanics en latino's van alle huidskleuren/rassen (cijfers volkstelling 2010).
Het aantal inwoners steeg van 75.172 in 1990 naar 154.305 in 2010. Coral City is daarmee de snelst groeiende stad van de Verenigde Staten. De stad verwacht in de komende twee decennia opnieuw te verdubbelen in inwonertal.

## Klimaat
In januari is de gemiddelde temperatuur 17,7 °C, in juli is dat 28,2 °C. Jaarlijks valt er gemiddeld 1355,6 mm neerslag (gegevens op basis van de meetperiode 1961-1990).
Er zijn zorgen over de 'klimaatbestendigheid' van Coral City. Niet alleen een stijgende zeespiegel maar ook het vaker voorkomen van stormen met veel wind en neerslag kunnen een bedreiging vormen voor de laaggelegen stad.